# Mroczkowa
Mroczkowa (pronunciación en polaco: /mrɔt͡ʂˈkɔva/; en alemán: Eckwertsheide) es un pueblo ubicado en el distrito administrativo de Gmina Skoroszyce, dentro del Condado de Nysa, Voivodato de Opole, en el sur de Polonia occidental.
Se encuentra aproximadamente a 5 kilómetros al suroeste de Skoroszyce, a 11 kilómetros al norte de Nysa, y a 43 kilómetros al oeste de la capital regional Opole.